# ديميتري شفتشينكو
ديميتري شفتشينكو (الروسية: Шевченко, Дмитрий Игоревич) هو منافس ألعاب قوى روسي، ولد في 13 مايو 1968 في تاغانروغ في روسيا.

## وصلات خارجية
- ديميتري شفتشينكو على موقع الاتحاد الدولي لألعاب القوى (الإنجليزية)
- ديميتري شفتشينكو على موقع اللجنة الأولمبية الدولية (الإنجليزية)
- ديميتري شفتشينكو على موقع أوليمبيديا (الإنجليزية)